# Mushiking: The King of Beetles
Mushiking: King of the Beetles (甲虫王者ムシキング, Kōchū Ōja Mushiking) est un jeu vidéo de cartes à collectionner développé et édité par Sega, sorti en 2003 sur borne d'arcade, Game Boy Advance et Nintendo DS. Il met en scène des combats d'insectes.
Le jeu est inscrit au Livre Guinness des records pour le plus grand nombre de tournois organisés en salle d'arcade avec plus 100 000 tournois enregistrés en 2008.